# Recife Mariners
A Associação Desportiva Mariners, mais conhecida pelo seu nome fantasia Recife Mariners, é uma equipe brasileira de futebol americano de Recife, Pernambuco, fundada em 19 de dezembro de 2006. Atualmente é filiado à Liga Brasil Futebol Americano (LBFA) e à Liga Nordestina de Futebol Americano (LINEFA).
É a atual campeã brasileira de futebol americano (BFA), bicampeã da Conferência Nordeste de Futebol Americano da Liga BFA 1xBET (2023, 2024), além de também ter vencido o Campeonato Pernambucano de 2017 e Taça Aracaju de Futebol Americano de 2011.
O time costuma mandar seus jogos na Arena de Pernambuco, sede da Copa do Mundo FIFA de 2014, mas também já mandou jogos no Estádio do Arruda e no Estádio dos Aflitos, tendo sido a primeira equipe de Futebol Americano a mandar partidas em estádios de futebol que foram sede da copa do mundo e tendo, até hoje, o recorde nordestino de público com 7.056 espectadores na final da Superliga Nordeste de 2014, contra o João Pessoa Espectros.

## História

### Das Areias aos Gramados
Em dezembro de 2006, com a crescente prática do futebol americano nas areias da Praia de Boa Viagem, representantes de três times do Recife, entre eles Rafael Brasileiro, Luiz Fernando, Lucas Cisneiros e André Negromonte, decidiram se unir e criar um único time para se fortalecer com objetivo de vencer campeonatos da região. Ali nascia o Recife Mariners, em 19 de dezembro de 2006.
Logo foi marcado os primeiros dois amistosos do time, contra o Jampa Tribos, time de João Pessoa que estava invicta no cenário paraibano, tendo o Mariners vencido ambos confrontos de estreia e tendo vencido os próximos quatro confrontos daquela temporada.
Em 2009, o Recife Mariners foi convidado para a disputa do Paraíba Bowl - maior campeonato de futebol americano do nordeste até então - tendo chegado à sua primeira final. A partida contra o João Pessoa Espectros foi bastante acirrada e emocionante e, nos instantes finais, a equipe paraibana conquistou a vitória por 38-25, marcando o início de uma rivalidade histórica do futebol americano brasileiro.

### A evolução do esporte
Os anos que se seguiram foram de intenso crescimento do esporte, com o início das partidas full-pad - os jogadores passaram a se vestir e trajar todos os equipamentos que os jogadores profissionais americanos usavam - e com ele uma sequência de boas campanhas dos recifenses.
Em 2011, o primeiro título do Recife Mariners veio na Taça Aracaju de Futebol Americano de 2011, em que participaram o Mariners, o Salvador All Saints, Aracaju Bravos e Maceió Crebs, com partidas que ocorreram nos dias 12 e 13 de fevereiro de 2011. O Mariners se sagrou campeão após vitórias contra o Aracaju Bravos por 30-12 e, na final, por 27-00 contra o Salvador All Saints.

### Os recordes, a Arena Pernambuco e a Liga Nordestina de Futebol Americano
Ainda em 2011, embalados, o Recife Mariners disputou a primeira Liga Nordestina de Futebol Americano, hoje conhecida como LINEFA, competição que reunia os melhores times do nordeste. Em sua primeira temporada, os Azuis tiveram uma campanha de duas vitórias e duas derrotas na temporada regular e, nos playoffs, venceu o Natal Scorpions por 20-12, chegando a mais uma final contra o João Pessoas Espectros, mas perdeu por 34-02.
Nos anos seguintes, o Mariners continuou tendo boas campanhas, sendo uma das poucas equipes a disputar todas as pós-temporadas da Liga Nordestina, feitos que contribuíram com a conquista de tradição da equipe.
Em 2013 o Recife Mariners sediou o que foi, até então, a partida com maior público da história do nordeste, mais de 3.500 espectadores foram ao Estádio Eládio de Barros Carvalho, o Estádio dos Aflitos, assistir a vitória do time da casa contra o Confiança Imortais, por 31-0. Na partida seguinte, já nos playoffs, o Mariners foi eliminado na semifinal contra o Ceará Cangaceiros em uma derrota por 18-12.
Em 2014, com a confirmação do Estádio dos Aflitos como a casa oficial do time, o Mariners organizou a maior seletiva de uma equipe de futebol americano do Brasil. Mais de 600 atletas se inscreveram tentando uma vaga no plantel da equipe. Além disso, houve a contratação dos primeiros jogadores americano do time, o quarterback Drew Banks e o defensive back e retornador T.L.Edwards, que estudaram na Universidade de Middle Tennessee. Nessa temporada o Recife Mariners conquistou sua primeira vitória na temporada regular contra o rival João Pessoa Espectros, no Estádio dos Aflitos, por 24-0,7 e chegou à final com campanha de 5-1. Nos playoffs, venceu o América Bulls por 28-06 e conquistou à vaga para as finais contra o João Pessoa Espectros. A final foi a primeira partida de futebol americano realizada em estádios utilizados na Copa do Mundo Fifa de 2014, contou com um recorde de público de 7.056 torcedores e foi vencida pela equipe paraibana por 38-12.
Em 2015, após outra vitória na temporada regular contra a equipe paraibana, por 20-19, e uma campanha invicta de 6-0, o Mariners venceu com facilidade a equipe conterrânea Recife Pirates por 27-06 na semifinal e houve mais uma reedição da final, contra os paraibanos, e em uma partida eletrizante, com direito a field goal com cronometro zerado, os Espectros se sagraram campeões por 16-14.

### A queda
Em 2016, após duas temporadas com Drew Banks como quarterback, o Recife Mariners apresentou o seu novo quarterback: Alex Niznak, que atuou no Tyreso Royal Crowns, da Suécia e jogou futebol americano Universitário na Universidade de Central Michigan. Durante a temporada regular, mais uma boa campanha do Mariners que saiu com campanha 5-1, porém, na pós-temporada, jogou a semifinal contra o time paraibano e saiu mais uma vez derrotado por 16-08.
No ano de 2017, uma grande mudança no comando, Lucas Cisneiros, lendário quarterback das épocas da areia de praia e head coach (técnico principal) da equipe desde 2010, anunciou que deixaria a equipe. Em seu lugar foi anunciado o então Coordenador Defensivo, Richard Lowrey, após ter feito o trabalho da melhor defesa da história dos Azuis em 2016. Para a temporada, a equipe anunciou as contratações dos running backs Alex "A-Train" e Joc Crawford. Apesar das altas expectativas, o Mariners fez um campanha 4-2 na temporada regular e foi eliminado pelo Ceará Caçadores nas semifinais, por 13-07.
A derrota marcou o segundo ano consecutivo que o Mariners ficou fora das finais da conferência do nordeste de futebol americano.
Com o resultado abaixo do esperado, os Azuis anunciaram que o Head Coach Richard Lowrey entregou seu cargo. Simultaneamente, o time anunciou a promoção para a vaga do então Coordenador Ofensivo por quatro anos e ex-jogador - por cinco anos - desde a época das praias, Lucas David.

### Voltando ao topo e disputando finais de conferência
Em meio a incertezas, o Mariners anunciou a contratação do seu terceiro quarterback norte-americano em sua história, para a temporada de 2018, Jake Schimenz, que até então atuava pela equipe do Limeira Tomahawk. Na temporada regular o time finalizou com campanha de 5-1, perdendo apenas para os paraibanos. Nos playoffs, o Mariners venceu o América Bulls por 35-27 e novamente reeditaram a final contra o João Pessoa Espectros, perdendo por 39-03.
Em 2019, os Azuis renovaram o contrato de Jake Schimenz e tiveram uma bela campanha para terminar invictos, 6-0, a temporada regular, inclusive com uma vitória por 35-19 contra os paraibanos. Na semifinal dos playoffs, o Recife Mariners enfrentou o América Bulls e venceu, com tranquilidade por 33-0. A vitória garantiu a vaga na final para, mais uma vez, enfrentar o time da Paraíba. A partida, ocorrida na Arena de Pernambuco, marcou a quinta derrota em finais para os paraibanos, por 26-12.

### O topo
Em 2020 e 2021 houve a interrupção da Liga de Futebol Americano em razão da Pandemia Mundial da COVID-19. O período também marcou a equipe recifense, que passou por uma profunda reestruturação, com a saída de diversos jogadores.
Em 2022, com o retorno das atividades e da liga, o Mariners anunciou a contratação do seu quarto quarterback norte-americano, o Clayton Uecker, que estava no Paderborn Dolphins da Alemanha, e do defensive lineman Clinton Greenaway III. Na staff, houve a adição do também norte-americano Alex Kirby, como técnico assistente. O hiato não fez os Azuis perderem ritmo e eles terminaram com uma campanha de 5-1, chegando aos playoffs mais uma vez. Na semifinal, encararam os conterrâneos do Carrancas FA e, em uma partida apertada, o Mariners venceu por 20-16. Na final, pela sexta vez o Mariners enfrentou o João Pessoa Espectros na Vila Olímpica Parahyba, na qual os paraibanos mais uma vez se sagraram campeões nordestinos, em uma vitória de 49-14.
Em 2023 o Mariners promoveu Alex Kirby a Coordenador Ofensivo e anunciou, pela primeira vez em sua história, a contratação de um quarterback brasileiro, um dos maiores nomes da história do Futebol Americano Brasileiro, Álvaro Fadini, atleta da seleção brasileira de futebol americano e tri-campeão brasileiro em 2016 (Eagles), 2017 (Sada Cruzeiro) e em 2018 (Galo FA), tendo sido eleito MVP do Brasil Bowl duas vezes. Ainda foram anunciados os reforços de Oshay Dunmore, defensive back conhecido na liga nordestina, com passagem pela Arena Football League, e o wide receiver Jason Shelley, que havia atuado pela equipe dos paraibanos em 2022 e estava no Rio Preto Weilers. Além deles, outros jogadores experientes foram adicionados ao elenco, como os offensive lineman Lenin Caldeira e Breno Araújo e o defensive lineman Walber "Tayson".
A temporada se iniciou com uma conturbada partida contra o Parnamirim Scorpions, em que os Azuis "sofreram" para ganhar de 13-00, em Natal. Na sequência, os Mariners enfrentaram o Cavalaria 2 de Julho, em Camaçari, e o Sergipe Redentores, em Recife, vencendo de 41-06 e 35-09, respectivamente.Pela quarta rodada, os Azuis tiveram uma reedição da semifinal de 2022, contra o Carrancas FA, dessa vez vencendo com facilidade por 48-00.
Na quinta rodada, o Mariners enfrentou a equipe da Paraíba, em uma partida eletrizante que terminou o tempo regular em empate, de 17-17. Na prorrogação, os Espectros maracaram um touchdown, mas o extra point foi bloqueado, deixando o placar em 17-23. Na campanha seguinte, os Mariners parecia que sairiam derrotados, mas numa quarta descida para três jardas, os Azuis pontuaram e converteram o extra point, vencendo, de virada, por 24-23. Após mais uma vitória contra o Santa Cruz Pirates, por 51-07, os Azuis chegaram aos playoffs invictos, com campanha 6-0.
Na semifinal dos playoffs, o Mariners reencontrou o João Pessoa Espectros, sob o carma de jamais ter vencido a equipe paraibana em jogos de pós-temporada. Em um jogo de poucos erros e principalmente de total domínio defensivo, vencendo por 34-13, os Azuis se tornaram a primeira equipe do nordeste a bater a hegemonia dos paraibanos em playoffs. Também, automaticamente, fez nascer a primeira final nordestina sem a presença do time paraibano.
Com isso, o Mariners se classificou para a grande final da Conferência Nordeste, enfrentando o também invicto Fortaleza Tritões. A histórica final foi realizada na Arena de Pernambuco, e foi marcada por um domínio da defesa e do jogo terrestre do time azul. Com a vitória por 41-20, o Mariners conquistou, pela primeira vez em sua história, a Conferência Nordeste da Liga BFA, tendo seu running back Lucas Adolfo eleito o MVP da partida, com três touchdowns e mais de 200 jardas corridas.
O Recife Mariners encerrou sua participação na Liga BFA 2023 após uma partida de alto nível contra o Itajaí Almirantes, válida pela semifinal nacional. O time de Santa Catarina vinha de uma campanha sólida na Conferência Sul e viajou até Recife para superar os donos da casa por 25x6. Mesmo com o resultado adverso, esta temporada ficará marcada como mais um passo importante na história do Mariners. E a expectativa era alta para 2024.
Após terminar a temporada regular 3 vitórias (contra Cavalaria 2 de Julho, Mossoró Petroleiros e João Pessoa Espectros)  e 1 derrota (para o Fortaleza Tritões), o Recife Mariners avançava novamente para os playoffs. No Estádio do Arruda, em jogo válido pelas semifinais regionais, O Mariners reencontrava o Cavalaria 2 de Julho e repetiria o desfecho da temporada regular. Com a vitória por 24x6, avançava, novamente, para a final contra o Fortaleza Tritões. Em um jogo decidido no detalhe, o Recife Mariners venceu por 17x16 os cearenses e se sagrou bicampeão nordestino, confirmando de vez o domínio na região. 
A grande aventura da equipe estava por vir: Jogaria fora do Nordeste pela primeira vez. O confronto era contra o tradicional Timbó Rex, bicampeão brasileiro. Superando todas as adversidades e fazendo um grande jogo, o Mariners venceu por 26x14 e estava pela primeira vez no Brasil Bowl, que seria realizado em casa, na Arena de Pernambuco.
BRASIL BOWL 2024

## Campanhas
| Ano  | Resultado |
| ---- | --------- |
| 2007 | 6-0       |
| 2008 | 3-1       |
| 2009 | 6-4       |
| 2010 | 1-1       |

| Ano  | Temporada Regular | Playoffs | Campeão Conf. | Brasil Bowl        |
| ---- | ----------------- | -------- | ------------- | ------------------ |
| 2011 | 2-2               | 1-1      |               |                    |
| 2012 | 2-2               | 0-1      |               |                    |
| 2013 | 5-1               | 0-1      |               |                    |
| 2014 | 5-1               | 1-1      |               |                    |
| 2015 | 6-0               | 1-1      |               |                    |
| 2016 | 5-1               | 0-1      |               |                    |
| 2017 | 4-2               | 0-1      |               |                    |
| 2018 | 5-1               | 1-1      |               |                    |
| 2019 | 6-0               | 1-1      |               |                    |
| 2022 | 5-1               | 1-1      |               |                    |
| 2023 | 6-0               | 2-1      | Campeão do NE |                    |
| 2024 | 3-1               | 4-0      | Campeão do NE | Campeão Brasileiro |

## Títulos

### Nacional
O Recife Mariners é o atual campeão brasileiro de futebol americano.
- 2024: Campeonato Brasileiro de Futebol Americano - Liga BFA

### Regionais
O Recife Mariners é o atual bicampeão Nordestino.
- 2023: Conferência Nordeste da Liga BFA - 2023 (Nordeste Bowl)
- 2024: Conferência Nordeste da Liga BFA - 2024 (Nordeste Bowl)

### Estaduais
- 2017: Campeonato Pernambucano de Futebol Americano

### Demais títulos
- 2009: Taça Aracaju de Futebol Americano